# Lapsus
Un lapsus (dal latino labi «scivolare», part. perf. lapsus) è un errore non intenzionale che viene compiuto quando a un movimento o azione mentale volontaria non corrisponde la rispettiva e normale concretizzazione motoria o mentale. Sono esempi di lapsus errori linguistici e vuoti di memoria. Un'espressione idiomatica della lingua italiana, utilizzata in caso di vuoto di memoria, è "Ce l'ho sulla punta della lingua", detta quando si vuole utilizzare una certa parola in un discorso verbale, ma non la si ricorda. Inoltre può trattarsi di un errore non volontario che causa una pronuncia errata di una parola (ad esempio la pronuncia di antitesi come antisesi) o lo scambio dei generi grammaticali per quanto riguarda aggettivi o articoli (ad esempio il quaderno può esser pronunciato come la quaderno).

## Caratteristiche
Due sono le caratteristiche tipiche del lapsus:
- si manifesta improvvisamente e con frequenza casuale;
- è puntuale (nel senso che, ad esempio, viene confusa o dimenticata solo una specifica parola)

## Psicoanalisi
In psicoanalisi, i lapsus sono inquadrati all'interno della categoria più generale degli atti mancati. Essi sono considerati forme di espressione indiretta dell'inconscio: l'errore che prende corpo nel lapsus, secondo Freud, è solo apparentemente casuale. Il lapsus non solo sarebbe la manifestazione di un desiderio inconscio che affiora e trova, così, soddisfacimento, ma costituirebbe anche un canale attraverso il quale trovano sfogo pensieri che, altrimenti, resterebbero rimossi dalla censura.
Il lapsus freudiano è un fenomeno psicologico che prende nome da Sigmund Freud, che lo descrisse per la prima volta (chiamandolo Fehlleistung o parapraxis) nel saggio Psicopatologia della vita quotidiana (1901).

## Classificazione
In letteratura sono considerati numerosi tipi di lapsus classificati a seconda del contesto in cui sopraggiungono: 
- Lapsus linguae: errore della lingua (viene pronunciata una parola diversa da quella che si è cercato di dire)
- Lapsus calami: errore nello scrivere (viene scritta una parola diversa da quella che si è cercato di scrivere)
- Lapsus memoriae: vuoto temporaneo di memoria riguardo a una certa parola (non si ricorda una certa parola, ma si ha l'impressione di averla in mente)
- Lapsus manus: errore nel compiere un gesto della mano (si compie un gesto diverso da quello che si è cercato di compiere), oppure nello scrivere